# Hans Kombrink
Johan Carel (Hans) Kombrink (Steenwijk, 22 november 1946) is een Nederlands voormalig politicus. Hij was namens de Partij van de Arbeid onder meer staatssecretaris van Financiën en lid van de Tweede Kamer.

## Loopbaan
Kombrink kwam na de Tweede Kamerverkiezingen 1972 als 26-jarige in de Tweede Kamer. Negen jaar eerder was hij al lid van de partijraad van de PvdA geworden, en in 1971 lid van het partijbestuur. Aanvankelijk was hij woordvoerder volkshuisvesting, later woordvoerder Financiën.
Op 11 september 1981 trad hij toe tot het kabinet-Van Agt II als staatssecretaris van Financiën. Nadat dit kabinet een jaar later viel, keerde Kombrink terug in de Tweede Kamer. Hij bleef vervolgens tot 1990 parlementariër, waarna hij als directeur-generaal economie en financiën ambtenaar werd op het ministerie van Defensie.
In 1994 keerde Kombrink terug in de politiek, als wethouder in Rotterdam. Hij was belast met ruimtelijke ordening, regio-vorming, kunstzaken en voorlichting. Na de nederlaag van zijn partij bij de verkiezingen van 2002 was hij nog korte tijd raadslid. Op 1 mei 2004 nam hij afscheid. Vervolgens was Kombrink enige tijd waarnemend burgemeester van Zaanstad. Eind 2005 trad hij toe tot het campagneteam van de Rotterdamse PvdA-lijsttrekker Peter van Heemst. Van 2008 tot 2011 was hij voorzitter van het Nederlands Instituut van Psychologen.

## Onderscheidingen
- Ridder in de Orde van Oranje-Nassau (29 april 2004)
- Wolfert van Borselenpenning (29 april 2004, van de gemeente Rotterdam)

- Parlement.com: vg09lleyokxk